# Pioner
 Der er for få eller ingen kildehenvisninger i denne artikel, hvilket er et problem. Du kan hjælpe ved at angive troværdige kilder til de påstande, som fremføres i artiklen.

En pioner (af fransk: pionier ell. peon, fodsoldat) er et menneske, der går forrest, gør noget nyt først, træder ukendt grund. Ordet har været brugt i forskellige sammenhænge, fra de pionerer, der koloniserede det Vilde Vesten til at betegne de soldater, der er tilknyttet ingeniørkorpset, og som har til opgave at bane vejen for andre tropper ved at rydde minefelter, bygge broer og veje m.v. Bliver også anvendt om folk der gør nye, banebrydende fremskridt inden for videnskab m.v. Til eksempel var Ignaz Semmelweis en pioner inden for hospitalshygiejne og antiseptik. 
I Sovjetunionen og i Østblokken var Pionerbevægelsen en politisk masseorganisation for børn. I Kina er pionerbevægelsen fortsat aktiv som organisation for børn.
Brandfolk hos Københavns Brandvæsen, som er en specialtjeneste indenfor redningsarbejde, betegnes også som  pionerer. Pionerene ''baner vej'', frigøre patienter og sikre skadestedet for røgdykkere, reddere og læger.